# Indonéz Wikipédia
Az Indonéz Wikipédia (Indonéz nyelven: ) a Wikipédia projekt indonéz nyelvű változata, egy internetes enciklopédia. Az Indonéz Wikipédiának 47 adminja, 1 536 155 felhasználója van, melyből 3 200 fő az aktív szerkesztő. A lapok száma (beleértve a szócikkeket, vitalapokat, allapokat és egyéb lapokat is) 3 972 716, a szerkesztések száma pedig 27 036 780.

## Mérföldkövek
- 2003. május 30. - elindul az oldal
- Jelenlegi szócikkek száma: 527 772 (2020. május 1.)

## Külső hivatkozások
- Az Indonéz Wikipédia kezdőlapja